# Grooby Productions
Grooby Productions — американская порностудия. Основана в 1996 году в Лос-Анджелесе, занимается трансгендерными онлайн-развлечениями для взрослых. Зарекомендовала себя как одна из первых компаний трансгендерных онлайн-развлечений для взрослых, со своим веб-сайтом Grooby Girls, «первым транссексуальным платным сайтом с оригинальным контентом». Компания владеет рядом транссексуальных сайтов для взрослых, выпускает собственную линию DVD и имеет прочие доли в форумах, блогах и социальных сетях в жанре транссексуальной ниши, включая Transgender Erotica Awards.

## История компании
Grooby берёт своё начало с сайтов, созданных в 1996 году. Самым известным из них был трансгендерный сайт Shemale Yum, который стал сайтом для взрослых и в конечном итоге платным сайтом. Термин «шимейл» считается уничижительным в трансгендерном сообществе, но Grooby говорит, что в то время, когда было дано название сайту, он не знал ничего лучше, и сайт стал слишком хорошо забрендирован, чтобы изменять название. Затем последовали другие сайты, в том числе Ladyboy-Ladyboy в 1998 году, ставший первым сайтом, который отправился в Таиланд, чтобы фотографировать ледибоев, а также ряд других сайтов с участием бразильских, чернокожих, японских и канадских транссексуалов.
Некоторое время Grooby управлял официальными сайтами Джои Сильверы и Джии Дарлинг, но из-за творческих разногласий эти договоренности были мирно расторгнуты. В 2006 году компания отметила свой 10-летний юбилей, который включал вечеринку, устроенную Алланой Старр в Нью-Йорке.
В 2008 году Grooby открыл сайт SheMaleJapan.com, посвящённый японским «newhalf» (ニューハーフ) транссексуальным моделям. Концепция веб-сайта была разработана в 2000 году, но потребовалось восемь лет, чтобы найти подходящего продюсера в Японии. К концу 2008 года компания разместила 12 веб-сайтов и наняла 7 штатных сотрудников в штаб-квартире в Лос-Анджелесе и 25 человек по всему миру. Grooby Productions выпускает более 2000 фото/видео сетов в год в онлайне и около 10 DVD-релизов. В конце 2009 года компания перевела свои офисы из Гонолулу в Лос-Анджелес.
В августе 2017 года компания начала годичный проект по изменению всех продуктов, всё ещё использующих термин «шимейл» в брендинге, флагманский сайт «Shemale Yum» был переименован в «GroobyGirls.com», а «Shemale.xxx» в «Tgirls.xxx». Директор по маркетингу Кристел Пенн сказал: «Grooby был давним союзником ЛГБТК-сообщества, и мы не относимся к этой ответственности легкомысленно. Я очень рад этому ребрендингу, особенно для нашего сообщества. Независимо от того, знаете ли вы нашу компанию лично или нет, я думаю, что люди увидят, что это изменение является более точным отражением духа нашей компании.»
К 2018 году компания управляла более 35 платными транс-сайтами для взрослых и выпускала 50 DVD в год. Октябрь 2018 года ознаменовался режиссёрским дебютом транс-исполнительницы Домино Пресли Domino Presley’s House of Whores, который стал первым фильмом серии, в которой участвовали Домино, Натали Марс, Эдди Вуд и вернувшаяся Джейн Мари.

## Transgender Erotica Awards
Grooby спонсирует ежегодное мероприятие The Transgender Erotica Awards (TEA), которое проводится каждый февраль в Лос-Анджелесе. Ссылаясь на плохую представленность трансгендерных исполнителей и продюсеров в мейнстримных отраслевых премиях, было создано ежегодное мероприятие для признания достижений трансгендерной порноиндустрии. Оно началось с небольшого онлайн-шоу, посвященного только наградам, и с тех пор превратилось в посещаемое мероприятие, посвященное чествованию моделей и исполнителей в 21 категории и привлекая внимание извне транс-сообщества.

## Награды и номинации
- 2010 XBIZ Award: ЛГБТ-компания года[14]
- 2012 XBIZ Award: Транссексуальная студия года (победа)[15]
- 2013 XBIZ Award: специальная партнерская программа года — Groobybucks (победа)[16]
- 2016 AVN Award: Лучший транссексуальный фильм — The Transsexual Housewives of Hollywood
- 2016 AVN Award: Лучшая транссексуальная сцена — The Transsexual Housewives of Hollywood
- 2017 XBIZ Award: Транс-студия года (победа)[16]
- 2017 XBIZ Award: Транс-релиз года — Real Fucking Girls (победа)[16]
- 2017 XBIZ Award: Транс-релиз года — Tranny Vice
- 2017 XBIZ Award: специальная партнерская программа года — Groobybucks
- 2017 XBIZ Award: сайт года для взрослых — Shemale Yum (победа)[16]
- 2017 AVN Award: Лучшая маркетинговая кампания — Real Fucking Girls[17]
- 2017 AVN Award: Лучший саундтрек — Real Fucking Girls[17]
- 2017 AVN Award: Лучший саундтрек — Shemale Shenanigans[17]
- 2017 AVN Award: лучший транссексуальный фильм — Real Fucking Girls (победа)[18]
- 2017 AVN Award: лучший транссексуальный фильм — Shemale Shenanigans[17]
- 2017 AVN Award: лучший транссексуальный фильм — Tranny Vice[17]
- 2017 AVN Award: лучший транссексуальный фильм — Trans-Tastic Four[17]
- 2017 AVN Award: Лучшая транссексуальная сцена — Real Fucking Girls, Jane Starr & Amarna Miller[17]
- 2017 AVN Award: Лучшая транссексуальная сцена — Shemale Shenanigans, Kylie Maria & Christian XXX[17]
- 2017 AVN Award: Лучшая транссексуальная сцена — Tranny Vice, Domino Presley & Robert Axel[17]
- 2017 AVN Award: Clever Title of the Year — Shemale Shenanigans[17]
- 2018 AVN Award: лучший транссексуальный фильм — All My Mothers Lovers (победа)[19]
- 2018 XBIZ Award: лучшая транс-студия — Grooby Productions (победа)[20]
- 2018 XBIZ Europa Award: транс-фильм года — Euro-Tgirls (победа)[21]